# Arracacia papillosa
Arracacia papillosa är en flockblommig växtart som beskrevs av Mildred Esther Mathias och Lincoln Constance. Arracacia papillosa ingår i släktet Arracacia och familjen flockblommiga växter. Inga underarter finns listade i Catalogue of Life.